# Satz von Cameron-Martin
Der Satz von Cameron-Martin ist ein Resultat aus der Stochastik und Maßtheorie über die absolute Stetigkeit von gaußschen Maßen. Der Satz nennt eine notwendige Bedingung dafür, dass ein durch eine Translation erzeugtes gaußsches Maß absolut stetig zu seinem ursprünglichen gaußschen Maß ist. Dies ist genau dann der Fall, wenn die Translation durch ein Element aus einem spezifischen Hilbertraum geschieht, welcher heute als Cameron-Martin-Raum bezeichnet wird. Der Cameron-Martin-Raum ist ein kern-reproduzierender Hilbertraum und der reproduzierende Kern ist die Varianz eines gaußschen Maßes. Die Formel für die Radon-Nikodým-Dichte wird Cameron-Martin-Formel genannt.
Die ursprüngliche Version des Satzes wurde 1943 von den amerikanischen Mathematikern Robert Horton Cameron und William Ted Martin bewiesen. Sie befasste sich mit der absoluten Stetigkeit von Translationen in Funktionen unter dem Integral über dem klassischen Wiener-Raum, dem sogenannten Wiener-Integral. Die moderneren Varianten des Satzes werden aber auf allgemeineren topologischen Räumen formuliert.
In der Literatur existieren einige verwandte Sätze, welche manchmal auch als Satz von Cameron-Martin bezeichnet werden. Diese befassen sich im Kern mit nichtlinearen Transformationen von gaußschen Maßen. Es existiert zum Beispiel eine abstrakte Version des Satzes von Girsanow für abstrakte Wiener-Räume, welche sich mit zufälligen Translationen beschäftigt und eine Verallgemeinerung des Satzes in diesem Kontext darstellt.
Der Satz hat eine wichtige Bedeutung in vielen Gebieten der modernen Stochastik, darunter der Malliavin-Kalkül, die White-Noise-Analysis und die Theorie der stochastischen partiellen Differentialgleichungen.

## Satz von Cameron-Martin
Sei {\displaystyle E} ist ein hausdorffscher, lokalkonvexer Vektorraum über {\displaystyle \mathbb {R} }. {\displaystyle E'} sei sein topologischer Dualraum und {\displaystyle \langle \cdot ,\cdot \rangle \colon E\times E'\to \mathbb {R} } sei die duale Paarung.
Mit {\displaystyle {\mathcal {E}}(E,E')} bezeichnet man die zylindrische σ-Algebra. Ein Wahrscheinlichkeitsmaß {\displaystyle \gamma } auf {\displaystyle (E,{\mathcal {E}}(E,E'))} heißt gaußsches Maß, falls für jedes {\displaystyle f\in E'} das Bildmaß unter {\displaystyle f} ein gaußsches Maß auf {\displaystyle (\mathbb {R} ,{\mathcal {B}}(\mathbb {R} ))} ist. Für ein Maß {\displaystyle \gamma } bezeichnet man die Translation um ein Element {\displaystyle h\in E} durch {\displaystyle \gamma _{h}(A)=\gamma (A-h)}. Die Notation {\displaystyle \gamma _{h}\sim \gamma } bedeutet, dass {\displaystyle \gamma _{h}} äquivalent zu {\displaystyle \gamma } ist. Im Artikel wird durchgehend diese Notation verwendet.

### Geschichte und die ursprüngliche Variante des Satzes
1943 veröffentlichten Cameron und Martin den Satz von Cameron-Martin über die Transformation von Wiener-Integralen, im Sinne des Integrals über den klassischen Wiener-Raum {\displaystyle C}. Die ursprüngliche Variante befasste sich mit der Transformation des Integrals unter der Translation
{\displaystyle F[g]\to F[g+h],}
wobei {\displaystyle F:C\to \mathbb {R} }.
Der ursprüngliche Satz lautet:
Die Translation {\displaystyle g\to g+h} erzeugt genau dann ein absolut stetiges Maß bezüglich des Wiener-Maßes {\displaystyle \gamma }, wenn {\displaystyle h} absolut stetig ist und für die Ableitung {\displaystyle h'} gilt {\displaystyle h'\in L^{2}([0,1],dx)}.
Der Satz gibt dem Raum der absolut stetigen Funktionen mit quadratintegrierbar Ableitung bezüglich des Lebesgue-Maßes
{\displaystyle H_{\gamma }=\{h\in C\colon h{\text{ absolut stetig}},\;h'\in L^{2}([0,1],dx)\}}
eine zentrale Bedeutung für das Wiener-Maß. Es handelt es sich um den Cameron-Martin-Raum von {\displaystyle \gamma } in {\displaystyle C}.

### Reproduzierende Operatoren und ihre Hilberträume
Sei {\displaystyle (H,\langle \cdot ,\cdot \rangle _{H})} ein in {\displaystyle E} eingebetteter Hilbertraum, das heißt es existiert eine stetige und injektive Abbildung {\displaystyle t:H\hookrightarrow E}. Nach dem Darstellungssatz von Fréchet-Riesz gilt {\displaystyle H\cong H'} und der Riesz-Isomorphismus {\displaystyle i\colon H\to H'} ist stetig.
Für ein {\displaystyle f\in E'} definiert man die Restriktion {\displaystyle f_{\mid _{H}}:H\to \mathbb {R} } durch {\displaystyle f_{\mid _{H}}(h):=f(h)} für {\displaystyle h\in H}. Da {\displaystyle f_{\mid _{H}}\in H'} ist, kann die adjungierte Abbildung {\displaystyle t^{*}:E'\to H} durch {\displaystyle t^{*}(f):=i^{-1}(f_{\mid _{H}})} für ein {\displaystyle f\in E'} definiert werden, welche wiederum auch stetig ist.
Für {\displaystyle f\in E'} und {\displaystyle h\in H} gilt die folgende Beziehung
{\displaystyle \langle h,t^{*}f\rangle _{H}=\langle th,f\rangle .}
Die Komposition der beiden Abbildungen {\displaystyle R:=tt^{*}} ist eine Abbildung der Form {\displaystyle R:E'\to E} und man nennt sie reproduzierender Operator weil er die reproduzierende Eigenschaft
{\displaystyle \langle Rg,f\rangle =\langle t^{*}g,t^{*}f\rangle _{H}}
für {\displaystyle f\in E'} und {\displaystyle g\in E'} erfüllt.
Der Operator {\displaystyle R} ist symmetrisch und positiv, er induziert eine symmetrische Bilinearform auf {\displaystyle E'\times E'} durch
{\displaystyle R(g,f):=\langle Rg,f\rangle ,}
welche reproduzierender Kern genannt wird.
Der Hilbertraum {\displaystyle H} zu einem reproduzierender Operator {\displaystyle R} wird kern-reproduzierender Hilbertraum genannt. Laurent Schwartz bewies, dass eine Bijektion zwischen den reproduzierenden Operatoren und deren Hilberträume existiert.

### Kovarianzoperatoren
Es sei angenommen, dass {\displaystyle E'\subset L^{2}(\gamma )} gilt, damit nachfolgende Operatoren auch immer existieren. Der Erwartungswert von {\displaystyle f\in E'} bezüglich {\displaystyle \gamma } ist definiert als
{\displaystyle E_{\gamma }[f]:=\int _{E}f(x)\gamma (dx)}
und eine Abbildung der Form {\displaystyle E_{\gamma }[f]:E'\to (E')^{*}}.
Der Kovarianzoperator {\displaystyle R_{\gamma }:E'\to (E')^{*}} ist ein reproduzierender Operator definiert durch
{\displaystyle R_{\gamma }(f)(g):=\int _{E}\left(f(x)-\mathbb {E} _{\gamma }[f]\right)\left(g(x)-\mathbb {E} _{\gamma }[g]\right)\gamma (dx)}
für {\displaystyle f\in E'} und fixes {\displaystyle g\in E'}. 
Das bedeutet {\displaystyle R_{\gamma }(f)} ist ein Element des Bidualraums {\displaystyle (E')^{*}}, das heißt ein Funktional auf {\displaystyle E'}, und es gilt
{\displaystyle \langle R_{\gamma }(g),f\rangle =\langle R_{\gamma }(f),g\rangle =R_{\gamma }(f)(g).}
Die Kovarianz oder der Kovarianzkern ist die bilineare Variante des Operators {\displaystyle \operatorname {Cov} _{\gamma }:E'\times E'\to (E')^{*}} definiert durch
{\displaystyle \operatorname {Cov} _{\gamma }(f,g):=R_{\gamma }(f)(g).}
Entsprechend ist für ein {\displaystyle g\in E'} der Operator {\displaystyle R_{\gamma }(g)} ein lineares Funktional {\displaystyle \operatorname {Cov} _{\gamma }(\cdot ,g).}
Der Kovarianzoperator ist die Linearform des {\displaystyle L^{2}(\gamma )}-Skalarprodukt
{\displaystyle R_{\gamma }(f)(g)=\langle f(x)-\mathbb {E} _{\gamma }[f],g(x)-\mathbb {E} _{\gamma }[g]\rangle _{L^{2}(\gamma )}}.
Insbesondere wenn {\displaystyle \mathbb {E} _{\gamma }[f]=0}, dann gilt für die Varianz {\displaystyle R_{\gamma }(f)(f)=\|f\|_{L^{2}(\gamma )}^{2}}.

### Der Cameron-Martin-Raum
Für ein Element {\displaystyle h\in E} definiere die Norm
{\displaystyle \|h\|_{H_{\gamma }}:=\sup\{f(h)\colon f\in E',\;R_{\gamma }(f)(f)\leq 1\}.}
Der Cameron-Martin-Raum {\displaystyle H_{\gamma }} von {\displaystyle \gamma } in {\displaystyle E} ist der Hilbertraum
{\displaystyle H_{\gamma }=\{h\in E\colon \|h\|_{H_{\gamma }}<\infty \}}.
Betrachte nun die Folgen von zentrierten Variablen {\displaystyle (f_{n}-\mathbb {E} _{\gamma }[f_{n}])_{n}} für {\displaystyle f_{n}\in E'}. Der Abschluss der Folgen bezüglich der {\displaystyle L^{2}(\gamma )}-Norm notieren wir mit {\displaystyle E_{a}^{\gamma }}. Das bedeutet, wenn
{\displaystyle \lim \limits _{n\to \infty }\|f_{n}-\mathbb {E} _{\gamma }[f_{n}]-g\|_{L^{2}(\gamma )}=0}
für ein Grenzwert {\displaystyle g\in L^{2}(\gamma )}, dann ist {\displaystyle g\in E_{a}^{\gamma }}. Der Raum {\displaystyle E_{a}^{\gamma }\subset L^{2}(\gamma )} ist ein Hilbertraum und jedes Element {\displaystyle g\in E_{a}^{\gamma }} ist eine zentrierte gaußsche Zufallsvariable mit Varianz {\displaystyle \|g\|_{L^{2}(\gamma )}}.
Der Kovarianzoperator lässt sich nun auf {\displaystyle E_{a}^{\gamma }} fortsetzen. Man definiert den Kovarianzoperator {\displaystyle {\overline {R_{\gamma }}}:E_{a}^{\gamma }\to (E')^{*}} durch
{\displaystyle {\overline {R_{\gamma }}}(f)(g):=\int _{E}f(x)\left(g(x)-\mathbb {E} _{\gamma }[g]\right)\gamma (dx).}
für {\displaystyle f\in E_{a}^{\gamma }} und {\displaystyle g\in E'}. Es gilt also
{\displaystyle {\overline {R_{\gamma }}}(f)(g)=\langle f,g-\mathbb {E} _{\gamma }[g]\rangle _{L^{2}(\gamma )}}.
Die Elemente des Cameron-Martin-Raums {\displaystyle H_{\gamma }} lassen sich durch den Darstellungssatz von Fréchet-Riesz charakterisieren, welcher sagt, für jedes {\displaystyle f\in E'} existiert ein {\displaystyle g\in E_{a}^{\gamma }}, so dass
{\displaystyle f(h)=\langle f-\mathbb {E} _{\gamma }[f],g\rangle _{L^{2}(\gamma )}.}
Ein {\displaystyle h\in E} ist also genau dann auch ein Element von {\displaystyle H_{\gamma }}, wenn ein {\displaystyle f\in E_{a}^{\gamma }} existiert, so dass {\displaystyle h={\overline {R_{\gamma }}}(f)} gilt. In diesem Fall gilt
{\displaystyle \|h\|_{H_{\gamma }}=\|g\|_{L^{2}(\gamma )}}.
Wenn {\displaystyle \gamma } zusätzlich ein Radonmaß ist, dann gilt sogar {\displaystyle {\overline {R_{\gamma }}}(E_{a}^{\gamma })=H_{\gamma }}.

### Formulierung des Satzes
Der Satz von Cameron-Martin lautet in seiner allgemeinen Form:
Sei {\displaystyle E} ein lokalkonvexer Vektorraum, {\displaystyle \gamma } ein gaußsches Maß darauf und {\displaystyle H_{\gamma }} der Cameron-Martin-Raum von {\displaystyle \gamma } in {\displaystyle E}. Falls für ein {\displaystyle h\in E} ein {\displaystyle g\in E_{a}^{\gamma }} existiert, so dass {\displaystyle h={\overline {R_{\gamma }}}(g)}, dann ist {\displaystyle h\in H_{\gamma }}. In diesem Fall gilt {\displaystyle \|h\|_{H_{\gamma }}=\|g\|_{L^{2}(\gamma )}} und {\displaystyle \gamma _{h}\sim \gamma } und die Radon-Nikodým-Dichte ist
{\displaystyle {\frac {d\gamma _{h}}{d\gamma }}=\exp \left(g(x)-{\frac {1}{2}}\|h\|_{H_{\gamma }}^{2}\right).}
Falls {\displaystyle h\not \in H_{\gamma }}, dann sind die beiden Maße singulär.
In einer etwas kompakteren und einfacheren Form:
Sei {\displaystyle E} ein lokalkonvexer Vektorraum, {\displaystyle \gamma } ein gaußsches Maß darauf und {\displaystyle H_{\gamma }} der Cameron-Martin-Raum von {\displaystyle \gamma }. Falls {\displaystyle h\in H_{\gamma }} dann gilt {\displaystyle \gamma _{h}\sim \gamma }. Falls {\displaystyle h\not \in H_{\gamma }}, dann sind die beiden Maße singulär.